# Запесочье (Брянская область)
Запесо́чье — посёлок в Погарском районе Брянской области России. Входит в состав Витемлянского сельского поселения.
Расположен недалеко от границы с Черниговской областью Украины.

## География
Посёлок находится в южной части Брянской области, в зоне хвойно-широколиственных лесов, к западу от реки Десны, вблизи государственной границы с Украиной, на расстоянии примерно 20 километров (по прямой) к юго-востоку от посёлка городского типа Погар, административного центра района. Абсолютная высота — 128 метров над уровнем моря.

### Климат
Климат характеризуется как умеренно континентальный, с тёплым летом и умеренно холодной зимой. Средняя температура воздуха самого тёплого месяца (июля) — 18,2 °C (абсолютный максимум — 36 °C); самого холодного (января) — −8,2 °C (абсолютный минимум — −37 °C). Среднегодовое количество атмосферных осадков составляет 549—641 мм, из которых большая часть выпадает в тёплый период. Снежный покров держится в течение 115—125 дней. В тёплый период (апрель-сентябрь) преобладают ветры северо-западных, северо-восточных и западных направлений, а в холодный период (октябрь-март) — юго-западных, южных и западных.

### Часовой пояс
Посёлок Запесочье, как и вся Брянская область, находится в часовой зоне МСК (московское время). Смещение применяемого времени относительно UTC составляет +3:00.

## Население
| 2010 | 2013 |
| ---- | ---- |
| 215  | ↘203 |

### Национальный состав
Согласно результатам переписи 2002 года, в национальной структуре населения русские составляли 85 % из 336 человек.